# كاثرين أوفرهولت
كاثرين أ. أوفرهولت (من مواليد 1942) هي خبيرة اقتصادية في مجال الصحة ساعدت العديد من وكالات التنمية في قضايا النوع الاجتماعي واقتصاديات الصحة وكتابة الحالات والتدريب على أساليب الحالة. كانت عضوا من الفريق الذي طوّر إطار تحليل النوع الاجتماعي (1984) بالتعاون مع معهد هارفارد للتنمية الدولية ومكتب المرأة في التنمية التابع للوكالة الأمريكية للتنمية الدولية.

## حياة مهنية
درست أوفرهولت في كلية الصحة العامة بجامعة هارفارد ، حيث حصلت على الدكتوراه في اقتصاديات الصحة. ثم أصبحت محاضرة في كلية الصحة العامة بجامعة هارفارد. تولت ورش عمل لتدريس مناقشة وأدارت مشاريع تطوير الحالة.  قام أوفرهولت بعمل ميداني في أفريقيا وأمريكا اللاتينية. على سبيل المثال، في عام 1981، نشر أوفرهولت وريتشارد جولدمان دراسة عن التأثير التغذوي لمشروع يهدف إلى زيادة إنتاجية صغار المزارعين من خلال إدخال الذرة عالية الإنتاجية. ووجدت الدراسة أن الزيادة في الدخل كان لها تأثير ضئيل للغاية على زيادة السعرات الحرارية ولم تحدث أي فرق ملموس في تغذية الأطفال في مرحلة ما قبل المدرسة. وفي نفس العام شاركت في دراسة الحليب المدعوم في المكسيك.  شاركت أوفرهولت بين عامي 1980 و1985 في تطوير إطار عمل هارفارد التحليلي، والذي يُستخدم لتحديد كيفية تخصيص الموارد بكفاءة بين الرجال والنساء في مشاريع المساعدات.
أسست أوفرهولت بالشراكة مع ماري بي أندرسون شركة التعاون من أجل العمل التنموي (CDA) كشركة استشارية صغيرة في عام 1985، تعمل في مجالات السياسة الصحية والتعليم الابتدائي والثانوي والتنمية الريفية والتقنيات البديلة والتقييمات. كان أوفرهولت نائبًا لرئيس الشركة. وفي عام 1986، بصفتها مستشارة لمشروع تقنيات الرعاية الصحية الأولية التابع للوكالة الأمريكية للتنمية الدولية (بريتك)، أجرت تقييمًا لمشاريع المساعدات في هايتي مع بولي هاريسون وماجي هوف.  قامت CDA، بتمويل من الحكومة في المقام الأول، بتطوير إطار التخطيط الموجه للأشخاص لبرامج اللاجئين وشاركت أيضًا في العمل الذي أدى إلى مشاريع لا ضرر ولا ضرار، والتفكير في ممارسات السلام، ومشاركة الشركات.
في عام 1991، شاركت أوفرهولت مع جيمس أوستن وآن سويت في كتابة مقال بعنوان "أن نرى أنفسنا كما يرانا الآخرون: مكافآت الملاحظة في الفصل الدراسي" . جرى اقتباس هذه المقالة كثيرا حيث انها تستكشف أهمية قيام المعلم باتخاذ الخطوة الصعبة المتمثلة في إحضار زميل إلى الفصل الدراسي للمراقبة وتقديم الملاحظات. أختارت أوفرهولت التقاعد من CDA لتدير مزرعة صغيرة تدعم إعادة التشجير في ريف المكسيك.

## أطر تحليل النوع الاجتماعي
شاركت أوفرهولت في تأليف كتاب "أدوار الجنسين في مشاريع التنمية: كتاب حالة" (1985) مع ماري أندرسون وكاثلين كلاود وجيمس إي. أوستن. يوثق هذا الكتاب إطار التنمية بجامعة هارفارد، أو إطار التحليل الجنساني، وهو نهج رائد لتخصيص مساعدات التنمية على أساس التحليل الجنساني . بدأ تطوير الإطار في عام 1980 عندما طلب مستشار المرأة في التنمية بالبنك الدولي المساعدة من جامعة هارفارد لتوفير التدريب لموظفي البنك الدولي. ترأس الفريق جيمس أوستن، وهو مدرب على أساليب الحالة في جامعة هارفارد، وضم كاثرين أوفرهولت، وماري أندرسون، وكاثلين كلاود، يتمتع جميعهم بخبرة في دور المرأة في التنمية. و انتهى عملهم الى تطوير اطار من أربعة أجزاء لتحليل تقسيم العمل بين الرجال والنساء، وتحديد إمكانية وصولهم إلى الموارد وسيطرتهم عليها. لعب النهج المحايد القائم على الحقائق المعتمد في الاطار، بالاضافة الى التركيز على الكفاءة الاقتصادية، دورًا رائدًا في مساعدة مقدمي المساعدات على فهم أهمية تخصيص الموارد للنساء.
عملت هيئة تنمية المجتمع مع المفوضية السامية للأمم المتحدة لشؤون اللاجئين (UNHCR)على مدى عشر سنوات لتطوير نهج لبرامج مساعدة اللاجئات، وهو إطار التخطيط الموجه للأشخاص (POP). شارك أوفرهولت وماري أندرسون وآن برازو في تأليف إطار التخطيط الموجه نحو الناس في حالات اللاجئين مع مراعاة النساء والرجال والأطفال: أداة تخطيط عملية للعمال اللاجئين ، نشرته المفوضية السامية للأمم المتحدة لشؤون اللاجئين في عام 1992.  جرى اقتباس بروتوكول POP من إطار عمل هارفارد مع بعض التعديلات للتعامل مع حالات اللاجئين، مع محاولة التغلب على بعض نقاط الضعف في الإطار السابق. 

## فهرس
قامت أوفرهولت بتأليف أو شاركت في تأليف العديد من الأوراق والكتب. منها
- بياتريس ل. روجرز؛ ريتشارد هـ. جولدمان؛ كاثرين أوفرهولت (1981). الدراسة الخامسة: دعم أسعار المواد الغذائية الاستهلاكية: الدراسة السادسة: الإنتاج الزراعي والتغير الفني والأهداف الغذائية. أولشلايجر، غن وهاين. ردمك:0-89946-084-4.
- كاثرين أوفرهولت؛ ماري أندرسون؛ كاثلين كلاود؛ جيمس إي أوستن (1985). أدوار الجنسين في مشاريع التنمية: كتاب حالة الصحافة كوماريان. ردمك:0-931816-15-7.
- كاثرين أوفرهولت؛ بيتر كروس (1986). كوستاريكا: نظرة عامة على قطاع الصحة: تقرير. أنت قلت. مشروع بريتك.
- جيمس أوستن؛ كاثرين أوفرهولت (1988). “سياسة التغذية: بناء الجسر بين العلم والسياسة”. آنو. القس نوتر. ج. 8: 1-20. دوى:10.1146/annurev.nu.08.070188.000245. بميد:3060160.
- ماري ب. أندرسون، جيمس إي. أوستن، كاثرين أوفرهولت، ماريا يوجينيا أرياس، صبيحة سيد، فيرجينيا كيسي، جي إي أوستن أسوشيتس، مؤسسة التعاون من أجل التنمية (1989). التحليل الجنساني لتصميم المشاريع: دليل تدريب صندوق الأمم المتحدة للسكان. UNFPA.
- ماري ب. أندرسون، جيمس إي. أوستن، كاثرين أوفرهولت، ماريا يوجينيا أرياس، صندوق الأمم المتحدة للأنشطة السكانية (1989). تحليل الفروق الأساسية في الجنس في نهاية إعداد المشاريع: دليل التكوين FNUAP. FNUAP par J.E. Austin Associates et the Collaborative for Development Action, Inc.
- أرونا راو؛ ماري ب. أندرسون؛ كاثرين أوفرهولت (1991). التحليل الجنساني في التخطيط التنموي: كتاب حالة الصحافة كوماريان. ردمك:0-931816-61-0.
- كاثرين أوفرهولت، مارغريت ك. سوندرز، معهد التنمية الاقتصادية (واشنطن العاصمة) (1996). خيارات السياسات والمشاكل العملية في اقتصاديات الصحة: حالات من أمريكا اللاتينية ومنطقة البحر الكاريبي. منشورات البنك الدولي. رقم ISBN:0-8213-3012-8